# Trigonella cachemiriana
Trigonella cachemiriana är en ärtväxtart som beskrevs av Jacques Cambessèdes. Trigonella cachemiriana ingår i släktet trigonellor, och familjen ärtväxter. Inga underarter finns listade i Catalogue of Life.